# Турейя
Турейя (також відомий як Папахена) — атол на архіпелазі Туамоту у Французькій Полінезії.
Атол Турейя — 15 км завдовжки та має максимальну ширину 8 км; його загальна площа — 8 км2. Дуже довгий острів повністю покриває його східний риф. Лагуна не має судноплавного входу.
Село Хакамару (або Факамару) — єдине поселення на Турейї, на північній частині атола. Майже всі орні землі на Турейї призначені для вирощування кокосів. У 2022 році населення цього атола становило 261.

## Історія
Першим зареєстрованим європейцем, який прибув до Турейї, був капітан Едвард Едвардс у 1791 році під час його пошуків заколотників з Баунті. Едвардс назвав атол «Керисфорт» на честь Джона Пробі, 1-го графа Керісфорта.
З 1966 по 1999 рік Турейя приймала форпост Centre d'Expérimentation du Pacifique, французького органу, який контролює ядерні випробування на сусідніх атолах Муруроа та Фангатауфа, які лежать приблизно в 115 км на південь від Турейї. На Турейї в ті роки була і метеостанція. Наразі обидві установки занедбані.
Цей атол має злітно-посадкову смугу завдовжки 900 м (IATA: ZTA, ICAO: NTGY). Аеропорт Турейя був урочисто відкритий у 1985 році.

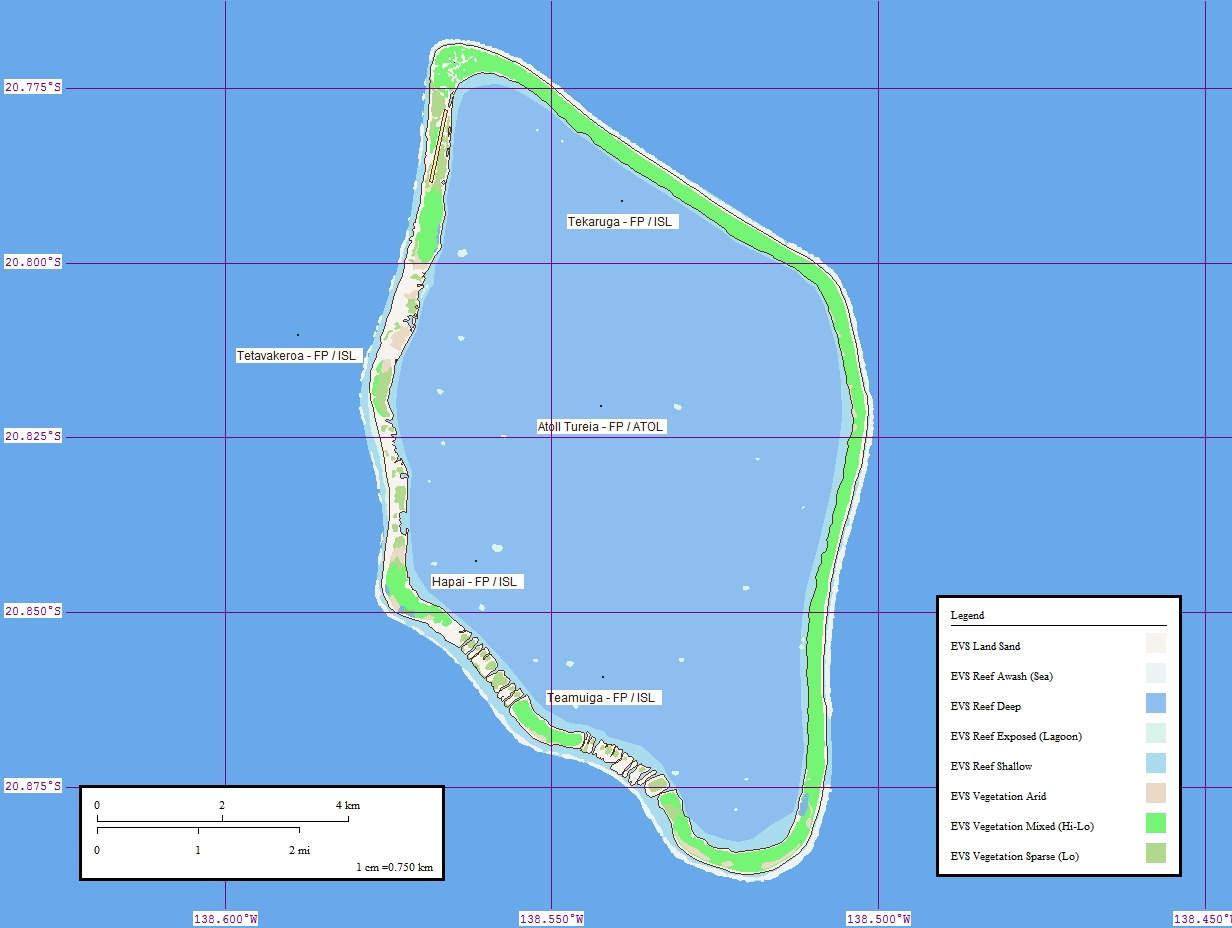
Карта атола Турейя, архіпелаг Туамоту, Французька Полінезія

## Адміністрація
В адміністративному плані атол Турейя є частиною комуни Турейя, яка також включає атоли Фангатауфа, Муруроа, Тематангі та Ванавана.